# Rose Troche
Rose Troche (Chicago, 1964) es directora de televisión y cine, así como productora y guionista. 

## Biografía
Proviene de una familia puertorriqueña. Su infancia transcurrió en la ciudad de Chicago, donde asistió a una escuela de cine durante un tiempo. Comenzó su carrera realizando cortometrajes y vídeos. Su pareja actual es la directora y escritora Cherien Dabis, quien se unió al equipo de guionistas de la serie The L Word en la tercera temporada. 

### Películas
Debutó como directora en 1994 con el film Go Fish, que narra una historia de amor entre lesbianas y se estrenó en el Festival de Sundance ese mismo año. Go Fish fue escrito y producido junto a quien en aquel entonces era la novia de Rose Troche, Guinevere Turner. Su siguiente film fue Bedrooms and Hallways realizado en el año 1998, que exploraba la sexualidad masculina. Posteriormente dirigió La seguridad de los objetos (Vidas en común) en el año 2001, que es una adaptación de una serie de cuentos cortos de A. M. Homes y se centra en una historia de amor homosexual ambientada en un barrio suburbano.

### Televisión
Su trabajo para la televisión es tan extenso como su trabajo para el cine. Dirigió un episodio en el exitoso drama televisivo de la HBO Six Feet Under. Durante tres temporadas ha sido directora y guionista de la serie de Showtime The L Word, una exitosa serie sobre un grupo de amigas lesbianas que viven en LA. Ha trabajado dirigiendo aisladamente episodios de otras series como South of Nowhere y Touching Evil.